# Canthon corruscans
Canthon corruscans är en skalbaggsart som beskrevs av François Louis Nompar de Caumont de Laporte 1840. Canthon corruscans ingår i släktet Canthon och familjen bladhorningar. Inga underarter finns listade.